# Vannes
Vannes là tỉnh lỵ của tỉnh Morbihan, thuộc vùng hành chính Bretagne của nước Pháp, có dân số là 51.759 người (thời điểm 1999).

## Khí hậu
| Dữ liệu khí hậu của Vannes              | Dữ liệu khí hậu của Vannes | Dữ liệu khí hậu của Vannes | Dữ liệu khí hậu của Vannes | Dữ liệu khí hậu của Vannes | Dữ liệu khí hậu của Vannes | Dữ liệu khí hậu của Vannes | Dữ liệu khí hậu của Vannes | Dữ liệu khí hậu của Vannes | Dữ liệu khí hậu của Vannes | Dữ liệu khí hậu của Vannes | Dữ liệu khí hậu của Vannes | Dữ liệu khí hậu của Vannes | Dữ liệu khí hậu của Vannes |
| Tháng                                   | 1                          | 2                          | 3                          | 4                          | 5                          | 6                          | 7                          | 8                          | 9                          | 10                         | 11                         | 12                         | Năm                        |
| --------------------------------------- | -------------------------- | -------------------------- | -------------------------- | -------------------------- | -------------------------- | -------------------------- | -------------------------- | -------------------------- | -------------------------- | -------------------------- | -------------------------- | -------------------------- | -------------------------- |
| Cao kỉ lục °C (°F)                      | 16.7 (62.1)                | 20.2 (68.4)                | 23.7 (74.7)                | 27.1 (80.8)                | 29.9 (85.8)                | 36.0 (96.8)                | 37.0 (98.6)                | 38.3 (100.9)               | 32.1 (89.8)                | 28.5 (83.3)                | 20.6 (69.1)                | 16.4 (61.5)                | 38.3 (100.9)               |
| Trung bình ngày tối đa °C (°F)          | 9.5 (49.1)                 | 10.5 (50.9)                | 13.0 (55.4)                | 15.6 (60.1)                | 18.6 (65.5)                | 22.3 (72.1)                | 23.5 (74.3)                | 23.5 (74.3)                | 21.7 (71.1)                | 17.3 (63.1)                | 12.9 (55.2)                | 9.6 (49.3)                 | 16.5 (61.7)                |
| Trung bình ngày °C (°F)                 | 6.5 (43.7)                 | 7.0 (44.6)                 | 8.9 (48.0)                 | 11.1 (52.0)                | 14.3 (57.7)                | 17.4 (63.3)                | 18.9 (66.0)                | 18.6 (65.5)                | 16.5 (61.7)                | 13.4 (56.1)                | 9.3 (48.7)                 | 6.4 (43.5)                 | 12.4 (54.3)                |
| Tối thiểu trung bình ngày °C (°F)       | 3.6 (38.5)                 | 3.5 (38.3)                 | 4.8 (40.6)                 | 6.6 (43.9)                 | 10.0 (50.0)                | 12.5 (54.5)                | 14.2 (57.6)                | 13.7 (56.7)                | 11.3 (52.3)                | 9.6 (49.3)                 | 5.8 (42.4)                 | 3.1 (37.6)                 | 8.3 (46.9)                 |
| Thấp kỉ lục °C (°F)                     | −7.4 (18.7)                | −7.3 (18.9)                | −8.6 (16.5)                | −2.6 (27.3)                | −0.6 (30.9)                | 3.7 (38.7)                 | 7.0 (44.6)                 | 6.2 (43.2)                 | 2.5 (36.5)                 | −1.5 (29.3)                | −5.8 (21.6)                | −7.1 (19.2)                | −8.6 (16.5)                |
| Lượng Giáng thủy trung bình mm (inches) | 99.8 (3.93)                | 71.2 (2.80)                | 76.8 (3.02)                | 70.6 (2.78)                | 62.8 (2.47)                | 36.8 (1.45)                | 56.8 (2.24)                | 50.3 (1.98)                | 60.2 (2.37)                | 105.7 (4.16)               | 105.3 (4.15)               | 111.6 (4.39)               | 907.9 (35.74)              |
| Số ngày giáng thủy trung bình (≥ 1 mm)  | 14.0                       | 10.0                       | 11.2                       | 10.7                       | 10.3                       | 6.5                        | 8.5                        | 7.9                        | 7.7                        | 13.2                       | 12.7                       | 12.6                       | 125.1                      |
| Số giờ nắng trung bình tháng            | 74.6                       | 102.2                      | 151.5                      | 189.9                      | 203.9                      | 252.3                      | 246.3                      | 218.5                      | 207.6                      | 116.5                      | 91.8                       | 84.4                       | 1.939,4                    |
| Nguồn: Meteociel                        |                            |                            |                            |                            |                            |                            |                            |                            |                            |                            |                            |                            |                            |

## Nhân khẩu học
| 1962   | 1968   | 1975   | 1982   | 1990   | 1999   | 2004   |
| ------ | ------ | ------ | ------ | ------ | ------ | ------ |
| 30 411 | 36 576 | 40 359 | 42 178 | 45 644 | 51 759 | 53 900 |

## Các thành phố kết nghĩa
Vannes kết nghĩa với:
- Cuxhaven (Đức)
- Mons (Bỉ)
- Wałbrzych (Ba Lan)
- Fareham (Vương quốc Liên hiệp Anh và Bắc Ireland)

## Những người con của thành phố
- Joseph Abeille (1673-1756), kiến trúc sư
- Louis-François Duplessis de Mornay (1663-1741), Giám mục thứ ba của Québec
- Alain Resnais (sinh năm 1922), đạo diễn phim